# Consortium de la société civile anglophone du Cameroun
Le Consortium de la société civile anglophone du Cameroun (CSCAC, en anglais : Cameroon Anglophone Civil Society Consortium, CACSC) est un mouvement fédéraliste camerounais.

## Histoire
Le CSCAC est composé de syndicats d'avocats et d'enseignants des régions anglophones du Cameroun. Il s'opposait à ce qu'il percevait comme étant des menaces pour la pratique de l'anglais et le système de common law dans ces régions. Il remettait en cause l'utilisation du français dans les écoles et les salles d'audience des régions anglophones. 
Le 6 octobre 2016, l'organisation entame une grève qui est soutenue par des manifestations pacifiques dans les villes de Limbé, Buéa et Bamenda. Cette action marque le début des manifestations de 2016-2017 au Cameroun. Le gouvernement camerounais réagit violemment à ce mouvement. En l'espace d'une semaine, plus de 100 manifestants et activistes sont arrêtés, et six personnes auraient été tuées.
En janvier 2017, le gouvernement créé un comité pour entamer un dialogue avec les membres du CSCAC, dirigé par Tassang Wilfred. Lors de la première réunion, le CSCAC refuse de dialoguer tant que le gouvernement ne libère pas tous les activistes qui ont été arrêtés. De nouvelles arrestations suives, suscitant la condamnation des membres du Consortium. Le CSCAC présente un projet visant la création d'un État fédéral, avec une autonomie pour les régions anglophones. [réf. nécessaire]
En réponse, le 17 janvier, le CSCAC et le Conseil national du Cameroun méridional sont qualifiés de menaces à l'unité du Cameroun et sont interdits par un décret ministériel, signé par le ministre René Sadi. Quelques jours plus tard, les dirigeants du CSCAC, Felix Agbor Balla et Fontem Neba sont arrêtés.
Finalement, les membres du CSCAC passent plusieurs mois en détention, tandis que d'autres fuient le pays. Certains membres se radicalisent et soutiennent l'indépendance des régions anglophones du Cameroun. Avec le déclenchement de la crise anglophone au Cameroun en septembre 2017, le fédéralisme perd le soutien des militants anglophones. [réf. nécessaire]
En mai 2019, le gouvernement camerounais annonce qu'il est prêt à discuter du fédéralisme.